# Jeanne Shaheen
Cynthia Jeanne Shaheen (St. Charles (Misuri), Estados Unidos, 28 de enero de 1947) es una política estadounidense. Desde 2009 representada al estado de Nuevo Hampshire en el Senado de ese país. Está afiliado al Partido Demócrata. Desde 1997 hasta 2003 fue gobernadora de Nuevo Hampshire.